# بردگوری تبرک
بردگوری تبرک در شهرستان کوهرنگ، بخش بازفت، روستای تبرک واقع شده و این اثر در تاریخ ۲۴ فروردین ۱۳۸۲ با شمارهٔ ثبت ۸۲۱۷ به‌عنوان یکی از آثار ملی ایران به ثبت رسیده است.